# Raymond Datheil
Raymond François Michel Datheil (1902-1983) est un poète français.

## Biographie
Poète de la nature et du cœur, Raymond Datheil, d'abord instituteur du côté de Brive, publie des textes poétiques à partir de la fin des années 1920. Ses poèmes sont publiés dans des revues comme le Mercure de France, Les Cahiers du midi, Caractères, Les Cahiers du Sud, La Tour de feu, La Barbacane...
En 1932, entretenant une correspondance avec Saint-Pol-Roux, et face aux refus de publication des éditions Gallimard et des Cahiers du Sud, Datheil parvient à faire éditer La Répoétique aux éditions du Mercure de France.
Traduit dès 1947 par Adolf Kroupa en Tchécoslovaquie (Trest), il épouse l'artiste Zdenka Arnostova (1908-2000), née à Prague, où elle est décoratrice de théâtre, et qui arrive à Paris à partir de 1946, signant ses tableaux et gravures de son nom de jeune fille, puis « Datheil » à partir de 1961. Ensemble, ils traduisent l'œuvre majeure de Joseph Bor (1965).
Il est inhumé, aux côtés de son épouse, au cimetière de Saint-Étienne-la-Geneste,.
Une plaque commémorative installée au 47, rue de la Montagne-Sainte-Geneviève dans le 5e arrondissement de Paris) indique qu'il a vécu là de 1959 à 1983.
En 2000, un hommage lui est rendu dans le cadre du Printemps des poètes à l'occasion de la parution d'une anthologie.

## Publications

### Éditions de son vivant
- Ouvertures, Brive, Éditions de La Brise, 1926.
- Étape, Le Rouge et le Noir, 1931.
- Les signatures naturelles, préface de Jean Cassou, Paris/Bruxelles, Éditions des Cahiers du Journal des poètes, 1933.
- Fable de l'enfant, Caractères, 1952 ; rééd. Librairie bleue, 1987.
- Nouvelles signatures, Éditions José Corti, 1961 ; rééd. avec préface de Robert Sabatier, J. Corti, 1987.
- [traducteur] Le Requiem de Terezin de Joseph Bor, traduit du tchèque avec Zdenka Datheil, Robert Laffont, 1965 ; rééd. Les Éditions du Sonneur, 2005.
- Signatures de l'espace, Saumont-la-Poterie : par Forges-les-Eaux, Bruno Durocher, 1967.
- Oraisons funèbres, Caractères, 1969.
- [préfacier] La Répoétique de Saint-Pol-Roux, suivie de Le poème du monde nouveau par Gérard Macé (dir.), Mortemart, René Rougerie, 1971.
- Poétique, A.-G. Nizet, 1975 — prix Jean Follain 1976.
- [préfacier] André Simoncini, Aube impalpable, frontispice de Zdenka Datheil, 1977.
- Z. peint, A.-G. Nizet, 1979.
- Signé sur le sable, illustré par Zdenka Datheil, Saint-Benoît-sur-Loire, Renaissance de Fleury, 1982.

### Éditions posthumes
- Signatures naturelles 1, Troyes, Librairie bleue/Cahiers bleus, 1984.
- Journal de Raymond Datheil : 1978-1983, Troyes, Les Amis des Cahiers bleus, 1990.
- Raymond Datheil : Anthologie, présentée par Max Pons, Fumel, La Barbacane, 2000.

## Pour approfondir